# هيلدون راموس
هيلدون راموس  قالب:لغة-برتغ الية، هو لاعب كرة قدم محترف من جزر الرأس الأخضر ويلعبفي مركز صانع ألعاب ويعرف باسم هيلدون اختصارا، وأحيانا بلقب «نوك Nhuck» (وتُنطق[ɲuk] ). ويمتاز بالعدو السريع وخفة الحركة والمراوغة ولذلك فهو يلعب أيضاً في مركزي الجناح الأيمن والأيسر.

## ميلاده
ولد هيلدون في بلدة إلها دو سال بجزر الرأس الأخضر في 14 نوفمبر/ تشرين الثاني 1988م. واسمه بالكامل هو هيلدون أوغستو ألميدا راموس (بالبرتغالية Héldon Augusto Almeida Ramos).

## مشواره الكروي
بدأ مشواره الاحترافي الكروي في عام 2007 م مع فريق إف . سي كونيال المصنف في دوري الدرجة الثالثة البرتغالي لكرة القدم، ثم انضم إلى فريق سي.دي فاطمة المنتمي إلى فرق الدوري نفسه وساعده على الفوز في الانتقال إلى دوري الدرجة الثانية. وفي أغسطس / آب من العام ذاته وقع هيلدون على اتفاق للعب مع فريق إف. ي ماريتيمو وهو من فرق دوري الدرجة الأولى البرتغالي. وفي 26 نوفمبر / تشرين الثاني سجل هيلدون هدفه الرسمي الثاني لصالح نادي جزر ماديرا مستفيدا من ضربة جزاء في الدقيقة الأخيرة من شوط المباراة الثاني وذلك في مباراة ديربي محلية ضد فريق سي دي ناشيونال ليحرز التعادل 2/2 في حين لعب فريق ماريتيمو الشوط الثاني بأكمله بعشرة لاعبين فقط. وفي 8 ديسمبر / كانون الثاني 2013 م، لعب هيلدون ضد الفريق الخصم ذاته ولكن في ملعب دوس باريروس ، الملعب الرئيسي لفريق ماريتيمو أحرز فيها هدفين في حين لعب ناشيونال لمدة 30 دقيقة تقريباً بعشرة لاعبين. وفي 31 يناير / كانون الثاني 2014 م، إنضم هيلدون لنادي اسبورتيغ البرتغال في صفقة بمبلغ 1,5 مليون يورو وانظم إلى نادي التعاون في عام 2018 و لعب لهم موسمين و بعدها لعب مع نادي شباب الأهلي الإماراتي لمدة موسم و بعدها لعب مع نادي العروبة السعودي .
.

## مشاركاته الدولية
لعب هيلدون أول مباراة دولية له في جزر الرأس الأخضر في عام 2009 م
. وكان هداف البلاد الأول
خلال تصفيات كأس الأمم الأفريقية لكرة القدم 2012. وقد أُطلق اسم هيلدون على المنتخب الرأسي الأخضري الذي شارك في نهايئات كأس أفريقيا للأمم عام 2013 م، في جنوب أفريقيا.
.
 قائمة رصيده من الأهداف ونتائج المباربات للرأس الأخضر.
| رقم تسلسل | التاريخ        | المكان                                                  | الخصم        | الأهداف | النتيجة | المباراة                                   |
| --------- | -------------- | ------------------------------------------------------- | ------------ | ------- | ------- | ------------------------------------------ |
| 1.        | 3 سبتمبر 2009  | استاد تاكوالي الوطني , مالطا                            | مالطا        | 1–0     | 2–0     | ودية واستعراضية                            |
| 2.        | 9 فبراير 2011  | بلدية، أوبيدوس، البرتغال                                | بوركينا فاسو | 1–0     | 1–0     | ودية                                       |
| 3.        | 26 مارس 2011   | ، استاد دي فارزيا، باريا، الرأس الأخضر                  | ليبيريا      | 1–0     | 4–2     | تصفيات كأس الأمم الأفريقية لكرة القدم 2012 |
| 4.        | 26 مارس 2011   | ، استاد دي فارزيا، باريا، الرأس الأخضر                  | ليبيريا      | 3–1     | 4–2     | تصفيات كأس الأمم الأفريقية لكرة القدم 2012 |
| 5.        | 14 أكتوبر 2012 | استاد أحمد أهيجو، ياوندي، الكاميرون                     | الكاميرون    | 1–0     | 1–2     | تصفيات كأس الأمم الأفريقية لكرة القدم 2013 |
| 6.        | 27 يناير 2013  | استاد خليج نيلسون مانديلا , بورت اليزابيث، جنوب أفريقيا | أنغولا       | 2–1     | 2–1     | تصفيات كأس الأمم الأفريقية لكرة القدم 2013 |
| 7.        | 15 يونيو 2013  | استاد دي فارزيا، باريا، الرأس الأخضر                    | سيراليون     | 1–0     | 1–0     | تصفيات كأس العالم لكرة القدم 2014          |
| 8 .       | 14 اغسطس 2013  | استاد دو ريال، كوليز (سنترا)، البرتغال                  | الغابون      | 1–0     | 1–1     | ودية                                       |

## روابط خارجية
- هيلدون راموس على موقع الاتحاد الدولي (مؤرشف)  (الإنجليزية)
- هيلدون راموس على موقع قاعدة بيانات كرة القدم.إي يو (الإنجليزية)
- هيلدون راموس على موقع ناشيونال فوتبول تيمز (الإنجليزية)
- هيلدون راموس على موقع Soccerway.com (الإنجليزية)
- هيلدون راموس على موقع AS.com (الإسبانية)